# Circonscription de Bambasi
La circonscription de Bambasi est une des 9 circonscriptions législatives de l'État fédéré Benishangul-Gumaz, elle se situe dans la Zone Asosa. Son représentant actuel est Ebrahim Sedeq Mehamed.